# Alice Bel Colle
Alice Bel Colle là một đô thị ở tỉnh Alessandria trong vùng Piedmont của Italia, có vị trí cách khoảng 70 km về phía đông nam của Torino và khoảng 25 km về phía tây nam của Alessandria. Tại thời điểm ngày 31 tháng 12 năm 2004, đô thị này có dân số 780 người và diện tích là 12,1 km².
Alice Bel Colle giáp các đô thị: Acqui Terme, Cassine, Castel Rocchero, Castelletto Molina, Fontanile, Maranzana, Quaranti, và Ricaldone.